# Maagdendal (Brugge)
Maagdendal is een korte straat in het historische centrum van Brugge.

## Beschrijving
De naam van deze straat, waarvan de oudste vermelding dateert uit 1361, heeft plaatskundigen lange tijd voor een raadsel geplaatst. Karel De Flou en Albert Schouteet raakten er alvast niet wijs uit. Maagdendal verwijst letterlijk naar een woonplaats van maagdelijke vrouwen, bijvoorbeeld religieuzen of jonge meisjes. In Oudenaarde (Maagdendale) en ook in Oplinter (Maegdendal) bestond sinds de 13de eeuw een vrouwenabdij met die naam. In de Brugse straat Maagdendal was echter nooit een vrouwenklooster gevestigd. Voor zover bekend had de abdij van Oudenaarde of die van Oplinter ook geen bezittingen in die straat.
Albert Schouteet opperde dat de straatnaam misschien verwees naar het in 1559 vermelde huis met die naam: in de rechte strate die men heet 't Maechdendal, naesten huuse gheheeten 't Maechdendal. De straatnaam is echter zeker twee eeuwen ouder! Bovendien is het niet bekend of de huisnaam ook ouder is dan 1559. Het lijkt er dus veeleer op dat het huis de naam van de straat heeft overgenomen, en niet omgekeerd.
Het onderzoek van historicus Guy Dupont naar de prostitutie in het middeleeuwse Brugge wierp een nieuw licht op dit mysterie. Want wat bleek: het Maagdendal en de omliggende straten vormden op het einde van de veertiende eeuw en in de vijftiende eeuw de meest bekende - en beruchte - prostitutiebuurt van Brugge. Tussen 1398 en 1484 inde het Brugse gerecht niet minder dan 109 boeten wegens prostitutie of het uitbaten van een bordeel in het Maagdendal. In 1465 was er ook een stoof of badhuis genaamd "in 't Lam", waar (mannelijke) klanten bleven overnachten. De straat vormde meermaals het decor voor nachtelijke vechtpartijen, zoals blijkt uit de bewaarde gerechtsrekeningen. 't Maagdendal moet dus een ironische naam geweest zijn voor een straat die in werkelijkheid allesbehalve een maagdelijke reputatie had in het middeleeuwse Brugge.